# Pedro Miguel de la Cueva y Guzmán
Pedro Miguel de la Cueva y Guzmán (Sevilla, 8 de mayo de 1712-Madrid, 27 de noviembre de 1762) fue un aristócrata y militar español que heredó la Casa de Alburquerque.

## Biografía
Nacido en la ciudad de Sevilla en 1712, fue hijo de Juan Gaspar de Velasco y Ramírez de Arellano, hijo de los XII condes de Siruela, y de Micaela de Guzmán y Spínola, hija de los I marqueses de la Mina. Tras la muerte sin sucesión de Francisco Fernández de la Cueva y de la Cerda, sucedió en la Casa de Alburquerque como pariente más cercano siendo descendiente de Cristóbal de la Cueva y Velasco, hijo habido del maestre Beltrán de la Cueva, I duque de Alburquerque en su tercera mujer, María de Velasco. Por ello se tituló XII duque de Alburquerque, XI marqués de Cuéllar y XII conde de Ledesma y XII de Huelma.
Fue además, caballero de la Orden de Calatrava y comendador de Víboras y Martos en ella, coronel del Regimiento de Caballería de Sagunto y mariscal de Campo de los Reales Ejércitos.

## Matrimonio y descendencia
Contrajo matrimonio, en Madrid el 19 de abril de 1735, con Antonia Benita Enríquez de Navarra y Dávalos, hija de los II marqueses de Peñafuente, y tuvieron un único hijo:
- Miguel de la Cueva y Enríquez de Navarra, XIII duque de Alburquerque.[1]